# Saya Otonashi
Saya Otonashi è un personaggio dell'anime e manga BLOOD+ di Junichi Fujisaku.
Saya è la protagonista della serie, l'unico personaggio ad essere presente anche nel film, una ragazza che soffre di amnesia e che durante la storia acquisisce ricordi e consapevolezza del suo essere senza rifiutare la vita felice che conduceva prima di che la storia narrata nella serie iniziasse.

## Biografia del personaggio

### Nel passato
Il passato di Saya lo si scopre in tanti flashback. In realtà lei è la figlia di una Regina Chiroptera, un mostro simile ad un vampiro e per questo ne eredità caratteristiche e conoscenze. Dapprima vive felice a casa dei Goldsmith, poi quando vede la strage compiuta dalla sorella impazzisce trasformandosi a sua volta in un essere diabolico. La ritroviamo ai tempi della guerra del Vietnam intenta ad uccidere chiunque gli si parasse avanti. Misteriosamente ha un crollo emotivo che la porta a dimenticarsi tutto (si addormenta per anni). Al risveglio essendo sempre stata osservata sia da Haji che dal Governo degli Stati Uniti, viene adottata da un uomo che conosce proprio nel Vietnam. Vive, anche se rimane della stessa età, tranquillamente con i suoi fratelli (infatti la madre manca) e compagni di classe in normale spensieratezza.

### Nel presente
Una volta che ha scoperto di avere una sorella ricorda tutto: fu proprio lei ad averla liberata permettendo la strage che fece finire i suoi giorni felici ai tempi della convivenza pacifica con i Goldsmith. Aiutata dal Red Sheld ed Haji il suo unico cavaliere cerca di affrontare l'organizzazione creata dalla sua sorella, le cinque frecce. Infatti in uno dei loro attacchi viene ucciso George Miyagusuku, il padre adottivo che in seguito si trasforma in un mostro e Saya è anche costretto ad ucciderlo. Molti traumi la segneranno, sempre per colpa della sorella. Quando nell'anime viene ucciso Riku, quella scena è proprio la prima volta che si assiste alla comparsa nella serie di Diva. Saya cerca di portare in vita il suo piccolo fratello facendolo diventare un suo cavaliere, non importandosi dei tremendi dolori che ha dovuto sopportare per diventarlo e alla sua vita da allora tremenda perché costretto per sempre in un corpo da bambino. Ma Diva lo ucciderà per la seconda volta, polverizzandolo con un bacio suscitando in Saya una terribile furia, anche perché da quel momento in poi la sorella assume le sembianze del fratello.

## Caratterizzazione
Il suo carattere si evolve nel corso della serie rimanendo traumatizzata da un evento che le cambierà significativamente la vita: la doppia morte del suo piccolo fratello.
- Prima: Solare, sempre sorridente, combatte solo quando va in trance, (se assiste ad una scena violenta), molto legata si suoi fratelli che cerca di non abbandonare mai.
- Dopo taciturna, solitaria, non si fida di nessuno viaggia solamente con Haji, non si fa scrupolo nell'uccidere i mostri, talvolta torna ad essere la ragazza sorridente di un tempo, matura molto come personaggio.

### Tecniche
Abilissima con la spada la usa in un modo molto particolare: sapendo che i suoi avversari possono morire con il sangue di lei, lo usa cospargendolo sulla spada prima di combattere. Questa azione che ripete durante le lunghe battaglia può portarla ad un passo dallo svenimento come accade durante la serie.